# Lijst van musea in Rome
Hieronder volgt een lijst van musea in Rome in Italië:
- Galleria Borghese
- Museo Boncompagni Ludovisi voor decoratieve kunsten
- Musei Capitolini
- Nationaal Museum Castel Sant'Angelo
- Chiostro del Bramante
- Galleria Comunale d'Arte Moderna e Contemporanea
- Galleria Corsini
- Galleria Doria Pamphilj
- Gallerie Nazionali d'Arte Antica
- Galleria nazionale d'arte moderna e contemporanea
- Galleria Spada
- Fondazione Giorgio e Isa de Chirico
- Istituto Nazionale per la Grafica - Calcografia
- MACRO - Museo d'Arte Contemporanea Roma
- MAXXI Museo Nazionale delle Arti del XXI Secolo
- Musei di Palazzo Farnese
- Museo Barracco
- Museo del Risorgimento Complesso del Vittoriano
- Museo della Casina delle Civette
- Museo di Roma - Palazzo Braschi
- Museo di Roma in Trastevere
- Museo Napoleonico
- Museo Nazionale delle Paste Alimentari
- Museo Nazionale Romano
- Museo Storico dell'Arte Sanitaria
- Palazzo Barberini
- Palazzo Colonna
- Palazzo delle Esposizioni
- Palazzo Montecitorio
- Palazzo Ruspoli
- Pinacoteca Capitolina
- Popolari Arti Beniculturali
- Scuderie del Quirinale
- Vaticaanse Musea
- Villa Giulia